# منطقة فاريدكوت
فاريدكوت رمزها «FR» (بالإنجليزية: Faridkot)‏ ، هو تقسيم إداري لدولة الهند تتبع ولاية بنجاب (بالإنجليزية: Punjab)‏ ، مركزها هو مدينة فاريدكوت (بالإنجليزية: Faridkot)‏ عدد سكانها حسب تعداد سنة 2001 هو 552,466 ، مساحتها 1,472 كم² وكثافة السكان 375 لكل كم² .